# جوان مالار
جوان مالار (به انگلیسی: Joanne Malar) (زادهٔ ۳۰ اکتبر ۱۹۷۵) شناگر اهل کانادا است.